# Mycosphaerella atomus
Mycosphaerella atomus är en svampart som först beskrevs av Jean Baptiste Desmazières, och fick sitt nu gällande namn av Johanson ex Oudem. 1897. Mycosphaerella atomus ingår i släktet Mycosphaerella och familjen Mycosphaerellaceae.   Inga underarter finns listade i Catalogue of Life.